# Einer nach dem anderen – ohne Erbarmen
Einer nach dem anderen – ohne Erbarmen (Originaltitel: Uno ad uno sin piedad) ist ein in spanisch-italienischer Koproduktion 1968 entstandener Italowestern, der im deutschen Sprachraum vom Fernsehen der DDR am 18. September 1984 erstaufgeführt wurde.

## Handlung
Bill Grayson wird überall missachtet oder gar verprügelt, wenn es um seinen Vater geht, einen Colonel der Unierten. Er findet heraus, dass der unter dem Verdacht steht, einen Goldtransport unterschlagen zu haben und seine vier ihn begleitenden Kameraden ermordet zu haben. Tatsächlich ist es umgekehrt: Vier Soldaten ermordeten seinen Vater und sind auch die Diebe des Geldes. Mit der Hilfe des Mexikaners Charro kann Bill einen Täter nach dem anderen aufspüren und zur Rechenschaft ziehen; neben ihren Geständnissen sammelt er ihren Beuteanteil ein. Als alle zur Strecke gebracht sind, stellt sich heraus, dass der angebliche Bill mit dem Colonel nichts zu tun hat und auch Charro nur benutzt hat, um an das Geld zu kommen, das er für sich behält.

## Kritik
Segnalazioni Cinematografiche urteilten knapp: „Geschichte, Figuren, Machart - alles wie gehabt.“ Cinema sah eine „brutale Blaue-Bohnen-Suppe“.

## Bemerkungen
Wie oftmals bei Fernsehsynchronisationen des DFF ab 1979 wurde die Filmmusik durch eigene Konserventitel ersetzt.